# Danny Mills
Daniel „Danny“ John Mills (* 18. Mai 1977 in Norwich) ist ein ehemaliger englischer Fußballspieler.

## Vereinskarriere
Mills ist zurzeit in der Premier League auf Leihbasis für Derby County aktiv und steht bei Manchester City unter Vertrag. Er bekleidet vornehmlich die Position des rechten Außenverteidigers. Seine wesentlichen Eigenschaften bestehen in der sowohl kampfbetonten als auch wendigen Spielweise.
Nachdem er in seiner Jugend die Fußballschule seines heimischen Vereins Norwich City durchlaufen hatte, debütierte er für diesen Verein im August des Jahres 1995 in der zweiten Liga gegen Luton Town. Kurz vor Abschluss der Saison 1997/98 führten im März 1998 Streitigkeiten mit dem Manager Mike Walker dazu, dass Mills den Norwich in Richtung Charlton Athletic, damals ebenfalls in der zweiten Liga, verließ.
Mit der neuen Mannschaft gelang Mills unmittelbar der Aufstieg in die höchste englische Spielklasse, nachdem der FC Sunderland im Play-off-Finale nach Elfmeterschießen ausgeschaltet wurde. Im darauffolgenden Jahr musste er zwar den direkten Wiederabstieg hinnehmen, wechselte jedoch direkt anschließend für 4,5 Millionen britische Pfund zu Leeds United und verblieb somit in der Premier League.
In seiner ersten Saison gelang es ihm zunächst nicht, sich gegen Gary Kelly, den direkten Konkurrenten auf seiner Position, durchzusetzen und spielte zumeist in der Innenverteidigung. Auch in der darauffolgenden Spielzeit kam er unter David O’Leary nur sporadisch zum Einsatz und dachte bereits über einen Wechsel nach, bis eine Verletzung von Kelly dafür sorgte, dass er dauerhaft in der Mannschaft spielte. Dabei gelangte er mit seinem Team in der Champions League bis in das Halbfinale und verpasste die erneute Qualifikation für den Wettbewerb durch einen vierten Platz in der englischen Liga mit einem Punkt Unterschied nur knapp. In den nächsten zwei Spielzeiten etablierte sich Mills weiter in der Mannschaft, wobei der Verein jedoch zunehmend an finanziellen Schwierigkeiten zu leiden begann und ihn in der Anfangsphase der Saison 2003/04 an den Ligakonkurrenten FC Middlesbrough auslieh.
Nach Abschluss der Saison wechselte er ablösefrei zu Manchester City und integrierte sich dort auf Anhieb in die Mannschaft und schloss die Saison mit einer insgesamt positiven mannschaftlichen Entwicklung auf dem achten Platz ab. Am 14. September 2006 wechselte er für drei Monate auf Leihbasis zum Zweitligisten Hull City. Er kehrte anschließend zu City zurück, doch nach der Verpflichtung von Sven-Göran Eriksson fand sich Mills zu Beginn der Saison 2007/08 auf der Transferliste wieder. Schließlich kehrte er erneut auf Leihbasis zu seinem alten Verein Charlton Athletic zurück und agierte dort bis zum Januar 2008. Im direkten Anschluss wurde er weiter an Derby County bis zum Ende der Spielzeit 2007/08 ausgeliehen.

## Nationalmannschaft
Nach Einsätzen in der U21-Nationalmannschaft debütierte Mills für die englische Fußballnationalmannschaft am 25. Mai 2001, kurz nach seinem 24. Geburtstag, gegen Mexiko. Innerhalb eines Jahres konnte er sich dort in die Stammformation spielen und absolvierte alle fünf Spiele des englischen Teams bei der WM 2002 in Japan und Südkorea. Insgesamt wurde Mills in elf Länderspielen eingesetzt, wobei das Freundschaftsspiel gegen Portugal am 18. Februar 2004 seinen letzten Einsatz markierte. Er wurde danach weder in den Kader zur EM 2004 in Portugal noch zu den Qualifikationsspielen zur WM 2006 in Deutschland berufen.